# Priscilla Lawson
Priscilla Lawson, nata Priscilla Jones Shortridge (Indianapolis, 8 marzo 1914 – Los Angeles, 27 agosto 1958), è stata un'attrice statunitense.

## Filmografia parziale
- Flash Gordon, regia di Frederick Stephani (1936) - serial
- Rose Bowl, regia di Charles Barton (1936)
- Sposiamoci in quattro (Double Wedding), regia di Richard Thorpe (1937)
- La città dell'oro (The Girl of the Golden West), regia di Robert Z. Leonard (1938)
- Arditi dell'aria (Test Pilot), regia di Victor Fleming (1938)
- Heroes of the Hills, regia di George Sherman (1938)

## Vita privata
Dal 1932 al 1933 (morte del marito) è stata sposata con Gerald Lawson, mentre dal 1937 al 1940 (divorzio) con l'attore Alan Curtis.
Si è spenta a soli 44 anni a causa di complicanze dovute a un'ulcera peptica.